# Bromide
Bromide – miasto w Stanach Zjednoczonych, w stanie Oklahoma, w hrabstwie Coal.